# Lamprolia
Lamprolia és un gènere d'ocells de la família dels ripidúrids (Rhipiduridae).

## Taxonomia
S'han descrit dues espècies dins aquest gènere:
- Lamprolia victoriae - cuasedós de Taveuni.
- Lamprolia klinesmithi - cuasedós de Natewa.